# غاليت غوتمان
غاليت غوتمان (بالعبرية: גלית גוטמן) ممثلة مضيفة تلفزيونية وعارضة أزياء أزياء إسرائيلية.

## مسيرتها المهنية
وُلدت عارضة الأزياء الإسرائيلية، غاليت غوتمان، عام 1972. بدأت مهنة عرض الأزياء في صباها، وفي سن 17 عاما سُلطت عليها الأضواء بعد أن فازت بلقب «اكتشاف العام». كانت غوتمان نجمة العديد من الحملات الإعلانية في إسرائيل والعالم وخلقت لنفسها حياة مهنية لامعة في عرض الأزياء. حتى أنها تزوجت من مُصور الأزياء المعروف، زيف كورن، وأنجبت منه طفلتين .
سبق أن اعترفت غوتمان أنه بهدف أن تحافظ على بطنها المشدودة كان عليها أن تُمارس تمرين البطن 150 مرة يوميًا. إلى جانب عمل غوتمان كعارضة أزياء فهي أيضا مُمثلة ومُقدمة برامج صباحية مشهورة في إحدى القنوات الإسرائيلية المعروفة.

## روابط خارجية
- غاليت غوتمان مجلة لايف ستايل
- غاليت غوتمان على موقع IMDb (الإنجليزية)
- غاليت غوتمان على موقع قاعدة بيانات الفيلم (الإنجليزية)
- غاليت غوتمان على موقع كينوبويسك (الروسية)
- غاليت غوتمان على موقع دليل عارضات الأزياء (الإنجليزية)